# Сапаргалиев, Алмас Бакытханович
Алмас Бакытханович Сапаргалиев (каз. Алмас Бақытханұлы Сапарғалиев; 16 ноября 1993, с. Даирово, Зайсанский район, Восточно-Казахстанская область, Казахстан) — казахстанский футболист, полузащитник клуба «Алтай».

## Карьера
Воспитанник усть-каменогорского футбола. Футбольную карьеру начал в 2012 году в составе клуба «Восток». 13 июля 2013 года в матче против клуба «Ордабасы» дебютировал в казахстанской Премьер-лиге.
В начале 2016 года перешёл в «Кызыл-Жар СК».
В 2018 году стал игроком клуба «Актобе».
В начале 2020 года подписал контракт с клубом «Алтай».

## Достижения
«Кызыл-Жар»
- Серебряный призёр Первой лиги: 2017
- Бронзовый призёр Первой лиги: 2016

## Клубная статистика
| Игровая карьера | Игровая карьера | Игровая карьера | Лига | Лига | Кубок | Кубок | Межд. | Межд. | Др. | Др. |
| --------------- | --------------- | --------------- | ---- | ---- | ----- | ----- | ----- | ----- | --- | --- |
| 2016            | Кызыл-Жар СК    | Б               | 21   | 0    | 4     | 0     | —     | —     | —   | —   |
| 2017            | Кызыл-Жар СК    | А               | 7    | 0    | —     | —     | —     | —     | —   | —   |
| 2018            | Актобе          | А               | —    | —    | —     | —     | —     | —     | —   | —   |
| 2019            | Алтай           | Б               | 2    | 0    | 4     | 0     | —     | —     | —   | —   |
| 2020            | Тараз           | А               | —    | —    | —     | —     | —     | —     | —   | —   |
| 2021            | Тараз           | А               | 11   | 0    | 3     | 0     | —     | —     | —   | —   |
| 2022            | Тараз           | А               | —    | —    | —     | —     | —     | —     | —   | —   |